# Buitenste eilanden
De Outer Islands is een verzamelnaam voor de eilanden van de Seychellen die niet op het ondiepe Seychellen Plateau liggen, welke de locatie van de Inner Islands in het noordoosten definieert. De lokale Seychellencreoolse naam voor de buitenste eilanden is Zil Elwannyen Sesel, terwijl de Franse naam Îles Eloignées is. Ze zijn allemaal gevormd door koraal en bevinden zich in de westelijke Indische Oceaan.

## Geografie
De koraaleilanden zijn vlak met verhoogde koraalriffen in verschillende stadia van vorming. Ze zijn over het algemeen laaggelegen en vormen vaak atollen rond een centrale lagune. De bodem van de eilanden is over het algemeen zanderig en onvruchtbaar, en bevat weinig zoet water. De Inner Islands, daarentegen, zijn samengesteld uit graniet op het plateau van het Seychellen Plateau en zijn oude fragmenten van continentale korst. Ze zijn over het algemeen bergachtiger, vochtiger en bevolkt. De buitenste eilanden omvatten 216.57 km², wat 46% van het totale landoppervlak van de Seychellen is, maar bezitten minder dan 1% van de bevolking van het land. De Outer Islands bevinden zich op een afstand 230 tot 1,150 kilometer van Mahé, het belangrijkste eiland van het land.

### Vijf groepen
De Outer Islands zijn onderverdeeld in vijf groepen:
1. Zuidelijke koralengroep - Platte en Coëtivy.
2. Amiranten - drie atollen (inclusief Desroches - Île Desroches en vijf enkele zandplaten inclusief D'Arros) en drie verhoogde zandplaten.
3. Alphonse-eilanden - Alphonse en St. François (Bijoutier-St. François).
4. Aldabra-groep - Aldabra, Assumption, Cosmoledo en Astove.
5. Farquhar-groep - Farquhar, Providence (Providence-Cerf), en St. Pierre.

## Galerij

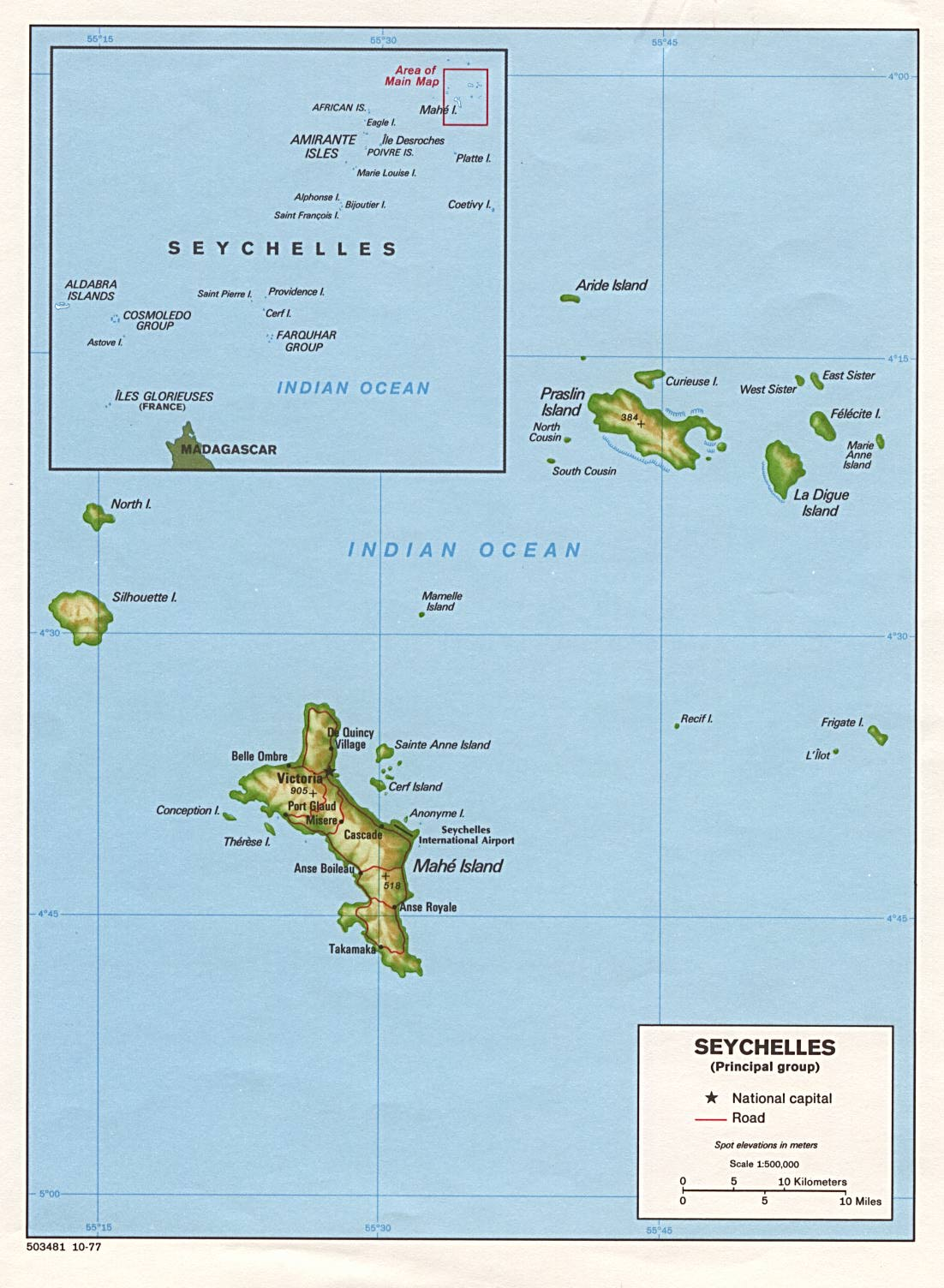
District kaart
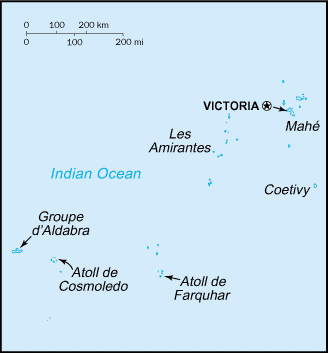
Outer Islands, ten zuiden en westen van Mahé en andere Inner Islands.